# Squat (navire)
Pour les articles homonymes, voir Squat.

Surenfoncement dû à l'écoulement sous la coque

Le phénomène de squat, ou d’enfoncement dynamique (appelé souvent aussi accroupissement) apparaît lorsqu'un navire est en mouvement avec une profondeur d'eau faible sous la quille (tirant d'eau important par rapport à la profondeur disponible).
Cet effet est notable sur les navires ayant une forme parallélépipédique, donc un coefficient de bloc proche de 1 comme les pétroliers, les rouliers et les barges. L'effet s'intensifie avec la vitesse de manière quadratique. On a noté des augmentations de tirant d'eau d'un mètre et plus.
Cet effet se mesure en bassin de carène, notamment pour une carène non planante (de type voilier), dont la ligne moyenne est cambrée. L'écoulement de l'eau entraîne une succion vers le bas. Cet effet est facile à reproduire en faisant couler un filet d'eau sur le dos d'une cuillère tenue verticalement. On sent très bien l'aspiration latérale vers l'eau qui coule.

## Phénomène physique
Alors que la coque avance dans l'eau, l'eau s'écoule d'avant en arrière sur les côtés et sous le navire. Sous le navire, l'eau accélère et entraîne une chute de la pression de l'eau d'après le principe de Bernoulli. En conséquence, le navire s'enfonce.
L'assiette est également modifiée par ce phénomène, car la modification du volume de carène implique une modification de la position du centre de carène, entraînant une modification de l'assiette. Parmi les inconvénients du squat, la modification de l'écoulement des filets d'eau, perturbé par la proximité du fond, provoque des difficultés de gouverne, des vibrations, et une diminution de la vitesse. Dans des cas extrêmes, lorsqu'une barge dépasse sa vitesse critique (nombre de Froude > 0,4) en eau peu profonde, sa coque peut toucher le fond. On dit alors que le navire talonne.

## Exemples

### Directives
Pour éviter ces problèmes dans les endroits critiques, les administrations émettent des directives régularisant le dégagement sous quille. Pour la Traverse nord, le Service hydrographique du Canada (SHC) présente en annexe des Instructions nautiques - Fleuve Saint-Laurent : île Verte à Québec, un tableau de directives en fonction de :
- la vitesse maximale (de 7 à 14 nœuds) ;
- la largeur du navire (de 31 à 52 m) ;
- le « dégagement sous quille requis » (de 0,86 à 2,42 m) ;
- enfin l'enfoncement[3] ;
- et, entre 0,61 et 0,91 m, une marge de sécurité et de manœuvrabilité.

Le tout en tenant compte des corrections prescrites dans les Avis aux navigateurs et des autres paramètres dont les marées, les effets des vents et des vagues, le lestage et le délestage ; le passage « près des talus ou lors des manœuvres de dépassement ».

### Accident
Le paquebot Queen Elizabeth 2 de la Cunard fut sans doute la plus célèbre victime de l'effet squat. En août 1992, ce navire de prestige, commandé par un état major trié sur le volet talonna sur un récif dans le chenal de Cuttyhunk, près de Martha's Vineyard sur la côte est des États-Unis, et dut interrompre sa croisière pour passer au bassin de radoub, où on découvrit des dégâts très importants. L'enquête conclut à la combinaison de deux facteurs, un haut fond mal cartographié et un effet squat plus important que prévu. Le commandant envisageait un enfoncement dynamique de 1 à 1,5 pied, il a été de 2,7 pieds (soit 0,81 m).

### Mesures de précaution

#### Sur les navires de fort tonnage
Le surenfoncement se produit lorsque deux navires de fort tonnage se croisent à faible distance : une zone de faible pression se forme entre les deux coques et les deux navires sont « attirés » l'un par l'autre, ce qui peut créer une collision ; ce phénomène est particulièrement important dans les canaux. De même, dans un canal, le navire peut être aspiré vers une des berges du canal s'il s'en approche trop, et doit compenser à la barre ce mouvement. Un navire peut aussi passer trop près et trop vite le long d'un autre navire amarré qui pourrait ainsi être entraîné à casser ses amarres.
Ces phénomènes sont très bien reproduits sur les modèles réduits, à tel point qu'on les utilise pour sensibiliser les navigants à ces phénomènes de squat (et bien d'autres).

#### Sur les petits bateaux
Sur un petit bateau aux formes plus arrondies, la baisse de pression sur un des flancs de la coque est compensée par la baisse de pression sur l'autre flanc, de sorte que l'effet de squat est très peu sensible.

#### Sur la berge ou la plage
De peu d'effet en eaux ouvertes où les vagues et la houle dues au fetch en absorbent le résultat, le surenfoncement doit être pris en considération dans les eaux intérieures ou très abritées. Selon les facteurs en cause (tonnage, fret et lest et vitesse du navire, profondeur du chenal, configuration de l'estran ou de la batture...), dans un premier temps, les eaux se retireront de quelques centimètres en hauteur et, selon la pente, sur plusieurs mètres de distance. Les usagers doivent alors prendre les mesures qui s'imposent : dans un deuxième temps sensiblement équivalent au premier, en effet, une vague de même amplitude que la précédente, viendra submerger la berge ou la plage. Des esquifs très légers - notamment les gonflables -, les agrès de plage et les enfants en bas âge risquent d'être emportés par la surprise du ressac. Ce mini tsunami peut aussi ballotter vigoureusement les petites embarcations et provoquer de menus dommages selon la configuration des lieux. 

#### Sur la banquise ou la glace
Lorsque la glace devient fragile, la vague provoquée par le surenfoncement ne peut être suffisante pour la disloquer. Mais elle peut la fissurer en tout ou en partie. Lorsqu'elle est fragile, en début de saison où à l'approche de la débâcle, elle représente un véritable danger pour les pêcheurs sur la glace, surtout s'ils se sont déplacés en véhicule automobile.

## Autres noms
Pour décrire cet effet, on parle aussi d'enfoncement (voir note ci-dessus) et d'« effet canal », et les marins disent parfois que le navire « sent le fond ».
Les anglophones distinguent sinkage (surenfoncement purement vertical) de squat (changement d'assiette).